# La flagel·lació de Crist (Caravaggio)
La flagel·lació de Crist és una pintura realitzada per l'artista italià Caravaggio (1571-1610), i que en l'actualitat es troba al Museu de Capodimonte a Nàpols. Ha estat datada com a pertanyent a 1607, i possiblement Caravaggio seguí treballant-la en 1610.
Segons  Bellori (1672) l'obra va ser encarregada per la important família di Franco (o de Franchis) per a la capella de l'església de Sant Domenico Maggiore. La família tenia connexions amb la Germanor de Pio Monte della Misericordia, per a l'església Caravaggio ja havia pintat les Set obres de Misericorda. El 1972, La flagel·lació de Crist va ser traslladada al Museu de Capodimonte.
La flagel·lació era un tema molt popular dins de l'art religiós de l'època, i també dins de la pràctica religiosa contemporània, on l'església fomentava l'autoflagel·lació com a mitjà perquè els creients poguessin prendre part del sofriment de Crist. Suposadament, Caravaggio hauria tingut present el famós fresc de Sebastiano del Piombo que es troba en el Templet de San Pietro in Montorio a Roma. Caravaggio va adaptar la creació de Piombo reduint dràsticament l'espai de la pintura, de manera que els personatges apareixen en un escenari de poca profunditat. No obstant això, va mantenir la visió de Piombo de la flagel·lació com un ballet sàdic, on les figures estan disposades rítmicament dins el llenç. L'obra de Caravaggio introdueix una realitat de gran precisió a l'escena: Crist apareix penjant, no per atorgar de gràcia al moment, sinó perquè el seu torturador de la dreta està trepitjant-lo darrere del genoll mentre que el personatge de l'esquerra sosté fermament el cabell de Crist en el seu puny.
La dramàtica i innovadora sèrie conformada per Set obres de Misericòrdia, aquesta Flagel·lació i el seu acompanyant similar Crist lligat a la columna (totes elles realitzades durant els primers mesos de la seva arribada a Nàpols), van convertir instantàniament a Caravaggio en l'artista més famós de la ciutat i l'església de Sant'Anna dei Lombardi (Santa Ana dels Lombardos) es va transformar en el centre dels caravaggistes, ja que ell era originari de Llombardia. Entre aquells artistes que pintaven d'acord amb l'estil de Caravaggio no només es trobaven napolitans com Carlo Sellitto i Battistello Caracciolo, sinó que també es podien trobar  flamencs com Louis Finson i Abraham Vink qui després ajudarien a propagar el caravaggisme al nord d'Europa.
El martiri de Crist és acompanyat només pels seus botxins sense cap espectador, al contrari de la iconografia tradicional on sol aparèixer Pilat, Judes o la Verge, en aquesta tortura. Aquesta escena de la tortura (flagel·lació) no deixa estranyament empremtes en el cos de Crist.